# Rebun

Rebun är en japansk ö i Hokkaido prefektur. Den är berömd för sina alpina blommor; här växer fler än 300 sorter. På öns sydspets finns en fyr, Motochi Todai. Delar av ön ingår i Rishiri-Rebun-Sarobetsu nationalpark. 
Rebun har en liten flygplats, samt färjeförbindelse med ön Rishiri och fastlandsstaden Wakkanai. Den största orten på ön heter Kafuka.